# 小榊村
小榊村（こさかきむら）は、長崎県の西彼杵半島にあった村。西彼杵郡に属した。1898年（明治31年）に淵村より分立し、1938年（昭和13年）に土井首村、小ヶ倉村、西浦上村とともに長崎市に編入された。
現在の長崎市小榊地区にあたる。

## 地理
西彼杵半島の南西部に位置し、西岸を角力灘に接する。
- 島嶼：神ノ島[2]、皇后島（ねずみ島）[2]、四郎ヶ島、高鉢島、中ノ島、松島
- 港湾：長崎湾

## 沿革
- 1889年（明治22年）4月1日 - 町村制施行により、浦上淵村と神ノ島村が合併し西彼杵郡淵村が発足。
- 1898年（明治31年）10月1日 - 淵村が分村し、大字浦上淵のうち木鉢郷の一部・小瀬戸郷の全域、および大字神ノ島の全域[3]をもって小榊村が発足[1][4]。村名の由来は、小瀬戸郷の「小」に、木鉢郷の「木」と大字神ノ島の「神」をそれぞれ偏と旁に見立て1文字とし“小榊”と名付けた、いわゆる合成地名である[5]。
- 1938年（昭和13年）4月1日 - 土井首村、小ヶ倉村、西浦上村とともに長崎市に編入し、小榊村は自治体として消滅。

## 地名
郷を行政区域とする。旧淵村時代は大字（浦上淵・神ノ島）を設置していたが、分村の際に大字を廃止した。
- 神ノ島郷（かみのしま）[6]
- 木鉢郷（きばち）
- 小瀬戸郷（こせど）

## 名所・旧跡
村内には江戸時代に平戸藩などによって築造された台場跡が多く残る。
- 神崎台場跡
- 四郎ヶ島台場跡[7]
- 高鉢台場跡